# Љвовско
Љвовско или Љвовскоје (рус. Львовское) насељено је место руралног типа (село) на југозападу европског дела Руске Федерације. Налази се у југозападном делу Краснодарске покрајине и административно припада њеном Северском рејону.
Према подацима националне статистичке службе РФ за 2010, у селу је живело 5.171 становника.

## Географија
Село Љвовско се налази у северном делу Северског рејона, у ниском и доста замочвареном делу алувијалне Закубањске равнице, на надморској висини од 12 метара. Налази се на обали реке Сухој Аушедз, на месту где се она улива у вештачко Крјуковско језеро, 6 км јужније од главног тока реке Кубањ.
Село се налази на неких 18 км северно од рејонског центра, станице Северске, односно на неких тридесетак клометара југозападно од покрајинске престонице Краснодара.

## Историја
Земљиште на ком се налази савремено село, купио је 1881. године поручник Николај Љвов, а нешто касније део тог земљишта је продан досељеницима из других делова Кубања. Тако је формирано неколико мањих хутора који су били обједињени у заједничко Љвовско друштво. највећи хутор је био Дмитровски и у њему су према подацима из 1884. живела 43 домаћинства. Сви хутори су се 1897. објединили у јединствено насеље које је добило име Љвовско, а званичан статус села насеље добија 1906. године.
Године 1958. Љвовском је присаједињен и оближњи хутор Пороно-Покровски.

## Демографија
Према подацима са пописа становништва 2010. у насељу је живело 5.171 становника.
| 2002. | 2010. |
| ----- | ----- |
| 4.710 | 5.171 |